# Beticosoma longipenis
Beticosoma longipenis är en mångfotingart som beskrevs av Jean-Paul Mauriès 1990. Beticosoma longipenis ingår i släktet Beticosoma och familjen Origmatogonidae. Inga underarter finns listade i Catalogue of Life.